# Miguelina Cobián
Miguelina Cobián Hechavarría, kubanska atletinja, * 19. december 1941, Santiago de Cuba, Kuba.
Nastopila je na poletnih olimpijskih igrah v letih 1964 in 1968, ko je osvojila srebrno medaljo v štafeti 4×100 m, v teku na 100 m je dosegla peto in osmo mesto. Na panameriških igrah je osvojila srebrni medalji v teku na 100 m in 200 m leta 1963.